# Bayreuther Turmuhren
Bayreuther Turmuhren ist ein Fachbetrieb für Herstellung, Reparatur und Instandhaltung von Turmuhren und Glockenanlagen sowie verwandter Produkte wie Glockenspiele und Figurenlaufwerke, der 1927 in Bayreuth gegründet wurde.

## Geschichte
Die Gründung der Firma „Bayreuther Turmuhren“ erfolgte durch den Uhrmacher Alois Dittmar im Jahr 1927. Alois Dittmar spezialisierte sich mit seiner Firma auf die Herstellung von Turmuhren. Im Jahr 1963 wurde die Firma Bayreuther Turmuhren von Karl-Ludwig Dittmar, dem Sohn von Alois Dittmar, übernommen. Karl-Ludwig Dittmar plante und realisierte den Bau eines neuen Firmengebäudes im Industriegebiet von Bayreuth, St. Georgen. In den folgenden Jahren konnte das Unternehmen Bayreuther Turmuhren expandieren. Die Produktpalette wurde erweitert und umfasste nun neben Turmuhren und Glocken auch Glockenspiele mit Figurenlaufwerken. Zudem wurden weitere Produkte wie Glockenlagerungen, Läutemaschinen, betriebliche Zeitmessungen, Großdigitalanzeigen für Sportanlagen, drehbare Anzeige- und Werbeanlagen sowie Hausuhrenanlagen hergestellt. Im Jahr 1984 baute die Firma eine Quarz-Kontrolluhr für die Deutschen Segelflugmeisterschaften. Diese Uhr zeichnete sich durch ein flachliegendes, 19,60 Meter großes Zifferblatt mit freilaufenden Zeigern aus und  brachte der Firma  einen Eintrag ins Guinness-Buch der Rekorde ein.
Im Jahr 1994 trat Karl-Ludwig Dittmar, der zu diesem Zeitpunkt das Unternehmen leitete, in den Ruhestand. Die gesamten Produktionsstätten wurden daraufhin durch den langjährigen Mitarbeiter Heinz Musiol übernommen. Im Jahr 2020 wurde die Firma Bayreuther Turmuhren erneut übernommen. Dieses Mal erfolgte die Übernahme durch den langjährigen Mitarbeiter Thomas Hollering, der das Unternehmen in neue  Produktionsräume in Eckersdorf verlagerte. Die von der Firma angebotenen Turmuhrenanlagen bestehen aus elektronischen Funkuhren, Antriebseinheiten, Zifferblättern und Zeigern, die Glockenanlagen aus Glocken, Glockenarmaturen, Läutemotoren und externen Steuerungen. Die Firma nimmt zudem die Sanierung und Vergoldung von Turmverzierungen und Ziffernblättern vor.

## Uhrwerke, Glocken und Geläute

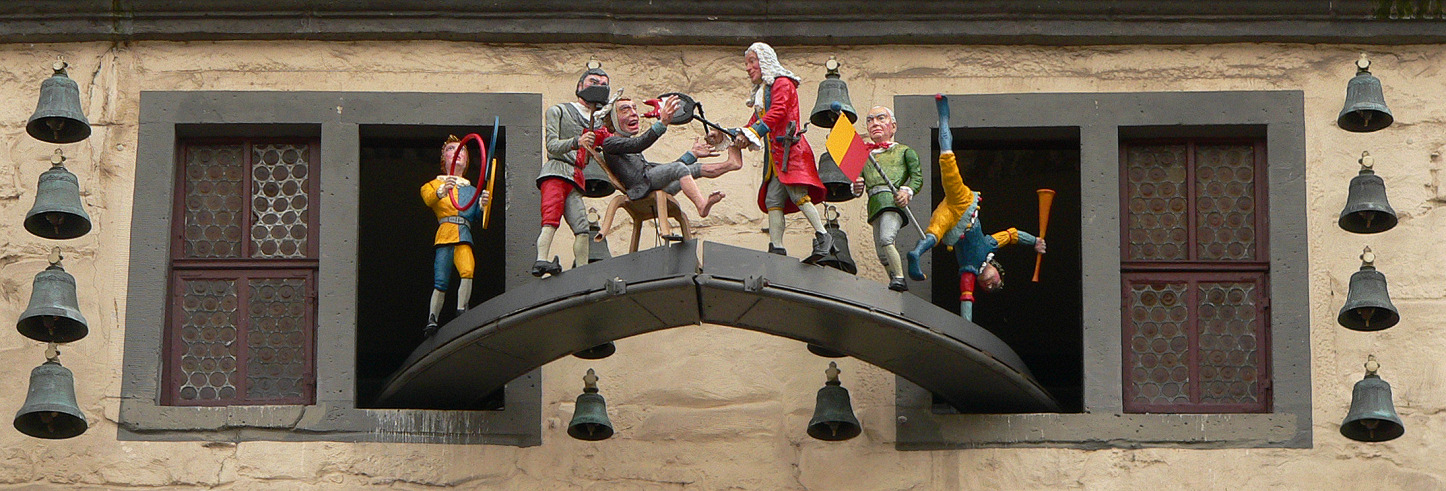
Glockenspiel und Figurenlauf am Rathaus Münden

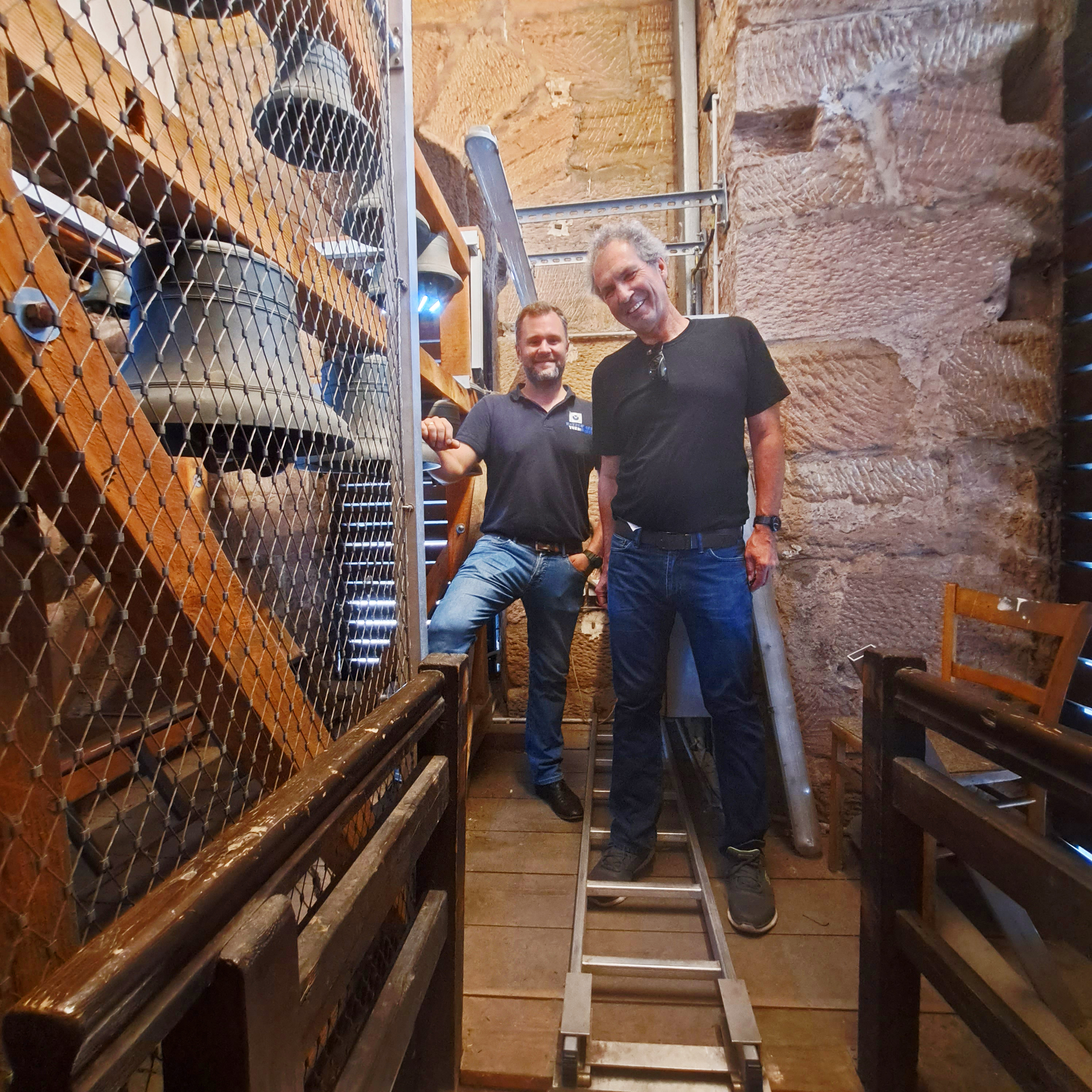
Thomas Hollering, Inhaber der Bayreuther Turmuhren, und Alexander Mayer bei der offiziellen Wiederinbetriebnahme des Glockenspiels im Rathaus Fürth am 27. Juni 2023

- Sanierung der Glockenanlage der Klaussteinkapelle bei Klausstein.
- Restaurierung der Uhrwerke und Zifferblätter des Neubauturms der Julius-Maximilians-Universität Würzburg (höchster Turm der Stadt Würzburg).
- Sanierung der Glockenanlage der Evangelisch-lutherische Pfarrkirche Gleußen.
- Sanierung von Glockenspiel und Turmuhr im Rathaus Treuchtlingen.
- Außensanierung der Uhren an der Kirche Heilige Familie in Amberg, Stadtteil Bergsteig.
- Glockenspiel am Rathaus Münden in Hann. Münden mit 26 Glocken, Neukonstruktion und Bau eines Figurenumlaufspiel (Doktor Eisenbart) und Turmuhr. Fertigstellung 1994.
- Das Ziffernblatt des  Wichernhaus in Altdorf bei Nürnberg der Rummelsberger Diakonie. Montage 2015.
- Erneuerung der Turmuhren und Glocken sowie Neubau der Glockenstühle der Stadtkirche Heilig Dreifaltigkeit in Bayreuth 2010: Schweißung der größten Glocke, da ein Kronenhenkel abgebrochen war, Sanierung der Turmbekrönung.
- Glockenspiel im Rathaus Fürth, Bau von Steuerung und Glockenstuhl 1988 für Firmenzwecke, später im Turmuhrenmuseum e.V., Kauf durch die Stadt Fürth im Jahr 2007, Sanierung 2023.
- Restaurierung der historischen Uhr im Sitzungssaal der Regierung von Oberfranken in Bayreuth.
- Restaurierung der historischen Uhrenanlage des Justizpalastes Nürnberg.

## Fränkisches Turmuhrenmuseum e. V.
Die Firmengründer Alois Dittmar und sein Sohn Karl-Ludwig Dittmar betätigten sich auch als Sammler und gründeten den Verein „Fränkischen Turmuhrenmuseums e. V.“, der alte Turmuhrenwerke sammelte, die an Kirchtürmen, Rathäusern oder Schulen von ihrer Firma gegen neue elektrische Werke ausgetauscht wurden. So kam eine stattliche Sammlung zusammen, die zur Eröffnung des „Fränkischen Turmuhrenmuseums“ führte. Nahezu alle Exponate wurden von den Mitgliedern des Vereins betriebsfähig gemacht. Über zehn Jahre lang wurden die Uhren, Uhrwerke und Zifferblätter in einer großen Scheune in Mistelbach ausgestellt. Als das Anwesen verkauft wurde, musste Karl-Ludwig Dittmar eine neue Bleibe für die Sammlung suchen. Er fand sie zunächst auf der Plassenburg in Kulmbach, wo sie zum Teil gezeigt und zum Teil eingelagert wurde. Nach dem Tod von Karl-Ludwig Dittmar im Jahr 2016 wurde der Verein, das Museum und die Sammlung aufgelöst.